# Cybaeopsis
Genre
Synonymes
- Callioplus Bishop & Crosby, 1935

Cybaeopsis est un genre d'araignées aranéomorphes de la famille des Amaurobiidae.

## Distribution
Les espèces de ce genre se rencontrent en écozone holarctique.

## Liste des espèces
Selon World Spider Catalog (version 23.5, 25/10/2022) :
- Cybaeopsis armipotens (Bishop & Crosby, 1926)
- Cybaeopsis euopla (Bishop & Crosby, 1935)
- Cybaeopsis hoplites (Bishop & Crosby, 1926)
- Cybaeopsis hoplomachus (Bishop & Crosby, 1926)
- Cybaeopsis lodovicii Ballarin & Pantini, 2022
- Cybaeopsis macaria (Chamberlin, 1947)
- Cybaeopsis pantopla (Bishop & Crosby, 1935)
- Cybaeopsis spenceri (Leech, 1972)
- Cybaeopsis theoblicki (Bosmans, 2021)
- Cybaeopsis tibialis (Emerton, 1888)
- Cybaeopsis typica Strand, 1907
- Cybaeopsis wabritaska (Leech, 1972)

## Systématique et taxinomie
Ce genre a été décrit par Strand en 1907 dans les Agelenidae. Il est placé dans les Amaurobiidae par Lehtinen en 1967.
Callioplus a été placé en synonymie par Yaginuma en 1987.

## Publication originale
- Strand, 1907 : « Vorläufige Diagnosen süd- und ostasiatischer Clubioniden, Ageleniden, Pisauriden, Lycosiden, Oxyopiden und Salticiden. » Zoologische Anzeiger, vol. 31, p. 558-570 (texte intégral) (de).